# RK 62
O RK 62 (em finlandês:  rynnäkkökivääri 62, 'fuzil de assalto 62'), oficialmente 7.62 RK 62 e comercialmente M62, é um fuzil de assalto fabricado pela Valmet e Sako. É a arma de infantaria padrão das Forças Armadas da Finlândia.
O RK 62 foi projetado em 1957-1962 pelo engenheiro Lauri Oksanen da Valmet e é baseado na versão polonesa licenciada do projeto soviético AK-47. O RK 62 usa o mesmo cartucho 7,62×39mm do AK-47. Entre 1965 e 1994, 350.000 fuzis M62 foram produzidos em conjunto pela Valmet e Sako. É a base do IMI Galil, um fuzil de assalto de fabricação israelense com muitas semelhanças. O RK 62 possui um quebra-chamas de três pontas e uma ranhura para uma baioneta especialmente projetada, que pode ser usada sozinha como uma faca de combate.
O RK 95 TP é uma versão mais moderna e aprimorada do RK 62. Uma das características mais distintas dos fuzis Valmet, incluindo o M62 e todas as variações subsequentes, é o quebra-chamas aberto de três pontas com um terminal de baioneta em seu lado inferior. Além da supressão das chamas, a ponta pode cortar rapidamente arame farpado, empurrando a boca do cano para um fio de arame e efetuando um disparo.

## História
O desenvolvimento de um fuzil de assalto finlandês de cartucho intermediário soviético 7,62×39mm começou na década de 1950. Vários modelos estrangeiros foram analisados, sendo o AK-47 soviético o mais importante. A primeira versão foi chamada de RK 60.
O RK 62 foi produzido em 1960 na fábrica da Valmet em Tourula e internamente era quase uma cópia do AK-47. Apresentava uma coronha metálica, um guarda-mão de plástico e punho de pistola, mas não tinha o guarda-mato (esperava-se que tornasse o disparo desta arma mais fácil no frio do inverno finlandês, quando os soldados usavam luvas quentes). Os primeiros protótipos, modelados dos AK de licença polonesa, tinham coronhas de madeira de bétula tingidas. Após testes pelos militares, o RK 60 foi ligeiramente modificado (o guarda-mato foi reintegrado) e adotado como 7.62 RK 62.
Em agosto de 2015, as Forças Armadas da Finlândia anunciaram que irão modernizar gradualmente os fuzis RK 62 existentes. A coronha tubular antiga e a bandoleira de couro serão substituídas por uma coronha telescópica e bandoleira tática. Uma opção para montar um trilho superior para miras telescópicas e dispositivos de visão noturna será adicionada a todos os fuzis; da mesma forma, o cano receberá um ponto de fixação para luzes táticas e lasers. O modelo atualizado será conhecido como RK 62 M.

## Projeto

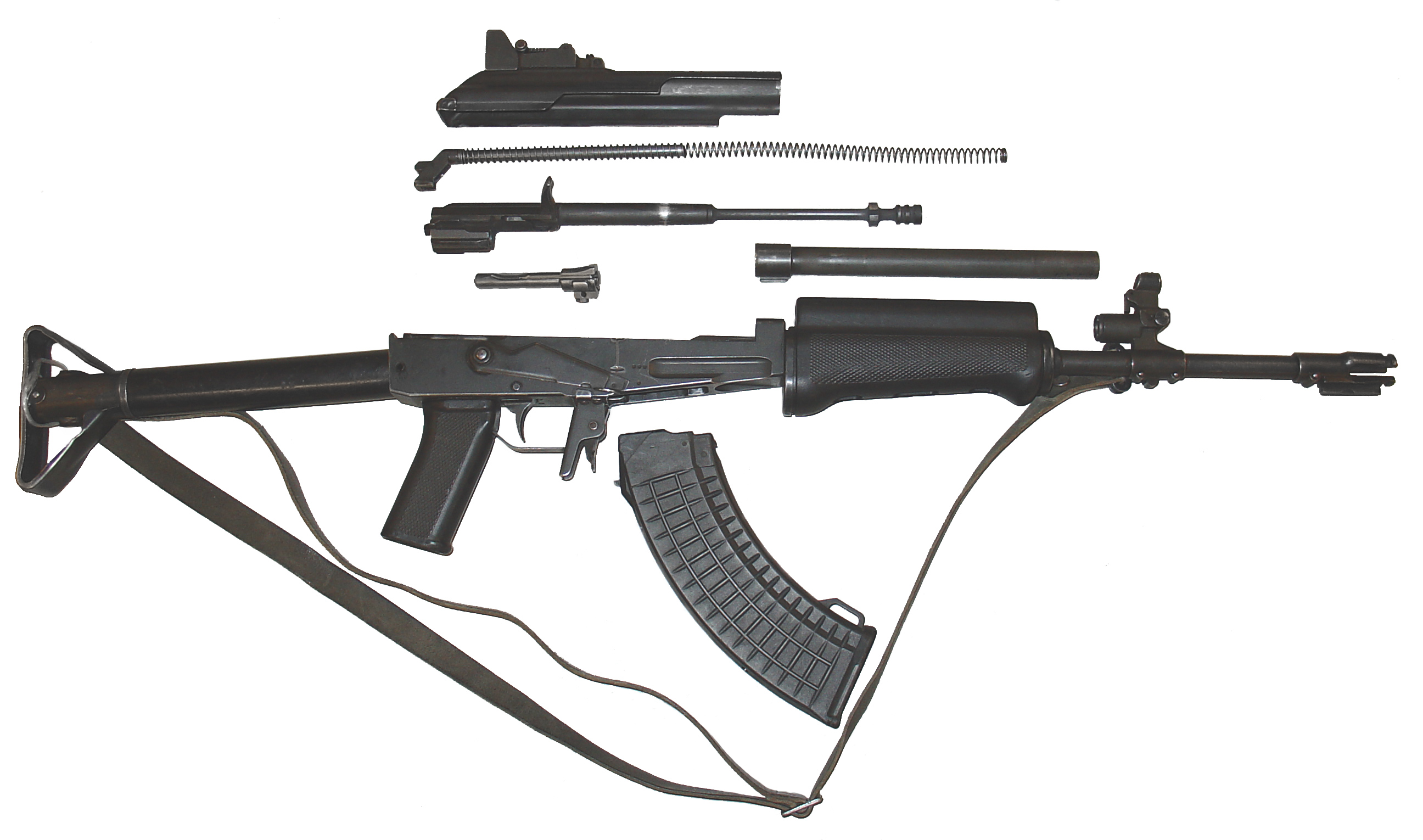
RK 62 desmontado em campo

O RK 62 é considerado uma variante do AK-47 de alta qualidade. A maior melhoria, além da qualidade metalúrgica do receptáculo e da qualidade geral do cano, são as miras: a maioria das variantes do AK tem a alça de mira montada no topo da carcaça do pistão de gás na parte superior do receptáculo. No RK 62, a alça de mira é montada na parte traseira da tampa do receptáculo com mira noturna iluminada por trítio. O raio de visão é duplicado, aumentando a precisão junto com o cano CM forjado a martelo. Alça de mira de abertura em uma tangente deslizante com mira noturna flip trítio, poste com capuz dianteiro, raio de visão de 470 mm.
Isto é evidente especialmente na sua precisão, já que frequentemente pode atingir menos de um minuto de arco. O fuzil usa uma mira dióptrica "peep", que é virada para revelar a mira noturna traseira aprimorada com trítio aberto. A massa de mira também possui um modo para operação noturna. O tubo de gás tem cauda em andorinha no munhão dianteiro e é um tubo de diâmetro único, ao contrário do tubo do AK/AKM, que tem uma seção transversal em forma de estrela para guiar o pistão enquanto permite que os gases sejam liberados por trás dele. O pistão a gás possui um anel em forma de engrenagem na haste, atrás da cabeça do pistão. O diâmetro do anel corresponde ao diâmetro do tubo e atua como guia dentro do tubo de gás, os entalhes no anel permitem que o excesso de gases seja liberado atrás da cabeça/guia do pistão. Este sistema reduz o número de peças e simplifica a fabricação, bem como a montagem/desmontagem. Este projeto chegou ao IMI Galil. Uma porta na almofada de ombro permite armazenar itens (por exemplo, o kit de limpeza) na coronha tubular.
Todas as variantes do RK foram concebidas para resistir às condições ambientais extremas do Norte da Europa.

## Variantes

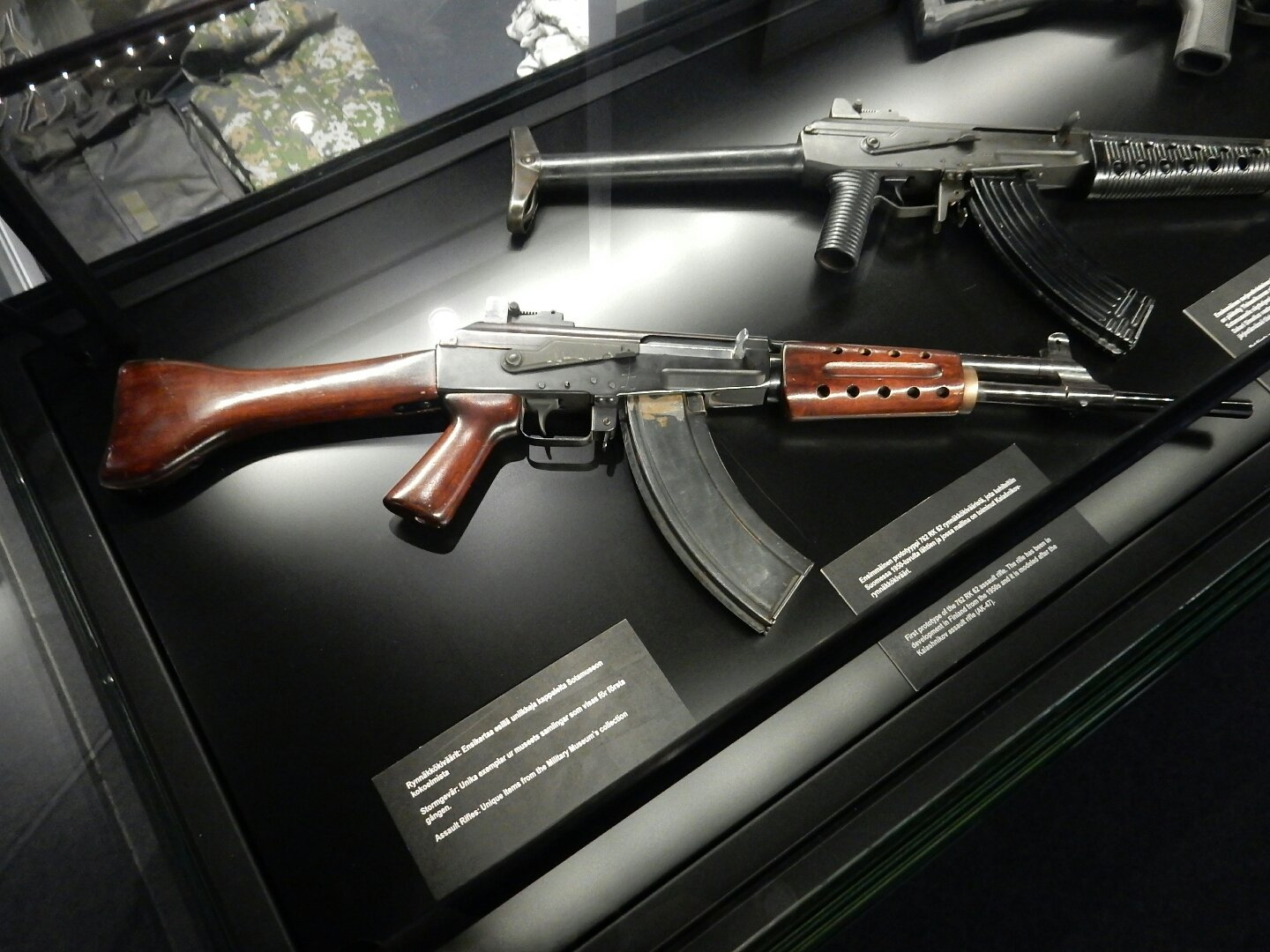
m/58

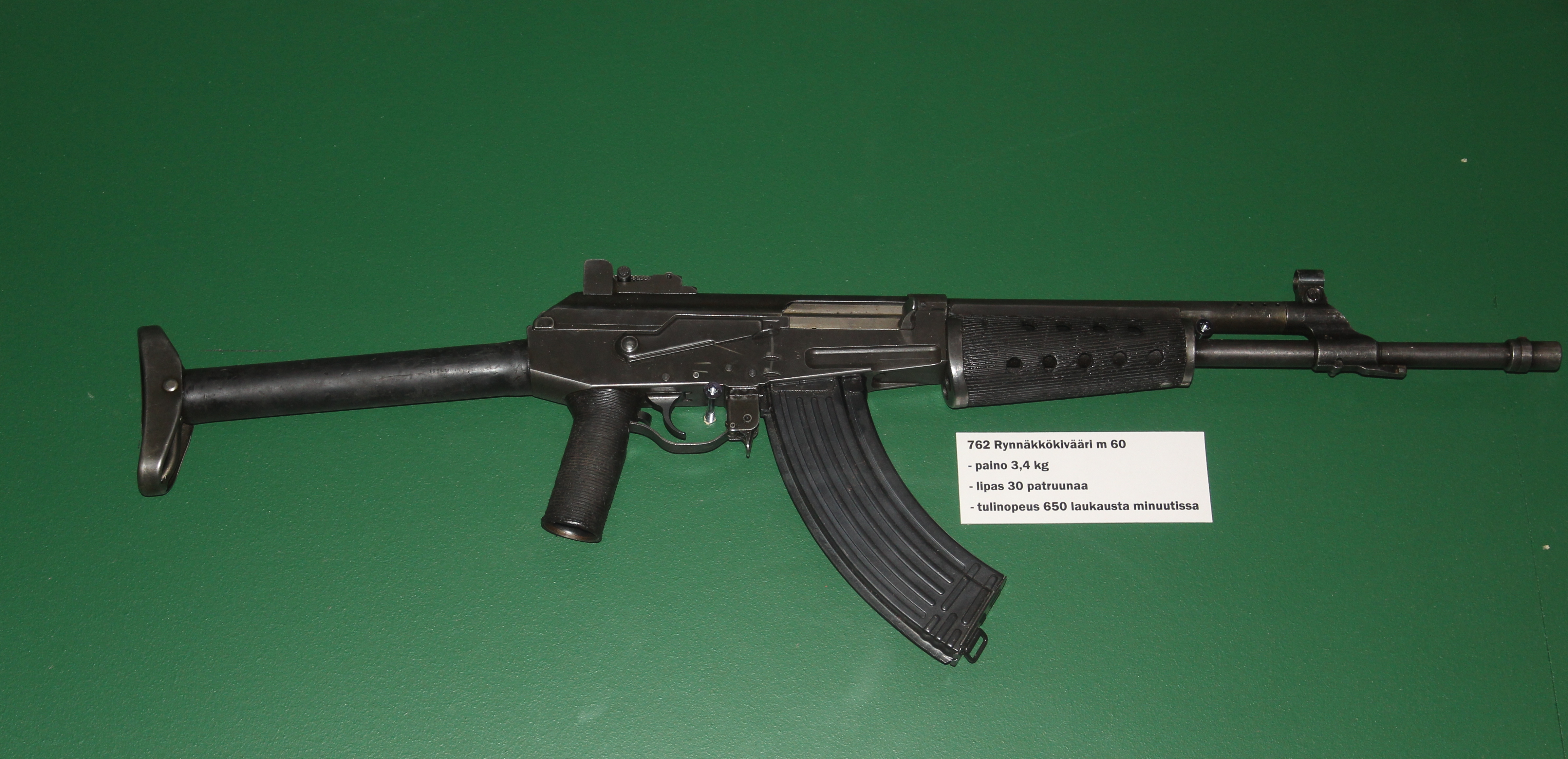
RK 60, primeira variante

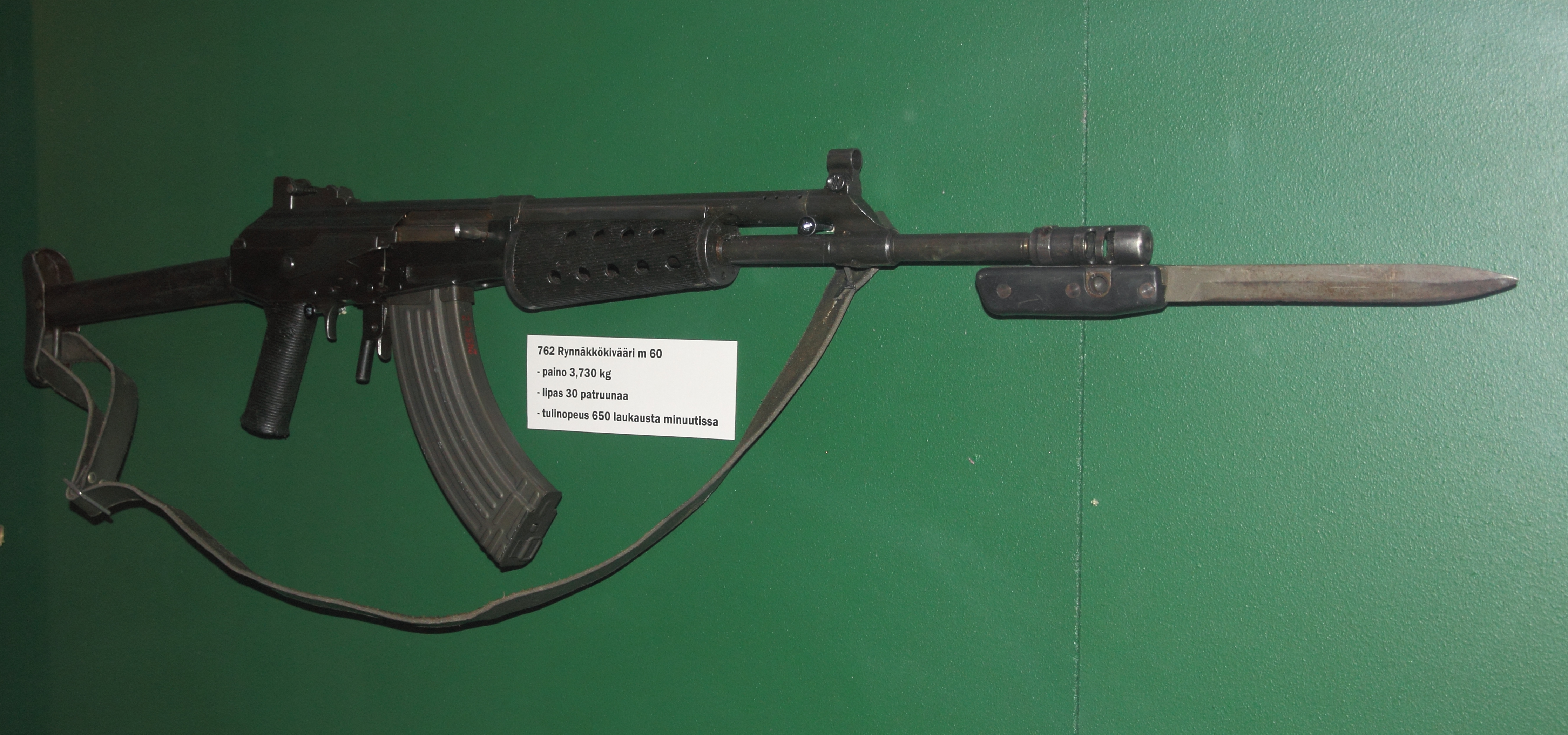
RK 60, segunda variante com baioneta

- m/58 - o primeiro protótipo com o qual a Valmet superou o protótipo Sako na competição para projetar um fuzil Kalashnikov produzido localmente. O protótipo tinha coronha, punho de pistola e guarda-mão de madeira, em vez da icônica coronha tubular e punho de pistola e guarda-mão de plástico.[2]
- RK 60 - o primeiro protótipo de produção em fábrica.[2] A primeira variante incluía um guarda-mato articulado e nenhum dispositivo de boca; a segunda variante tinha um guarda-mato aberto e um freio de boca experimental, que mais tarde foi substituído pelo conhecido quebra-chamas de três pontas.

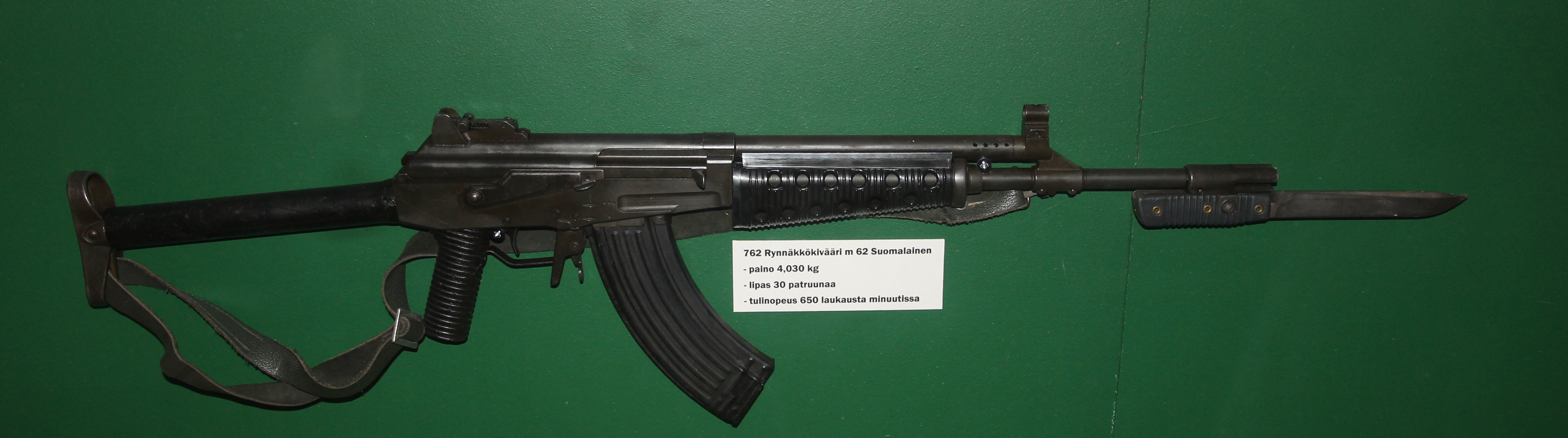
RK 62 PT

- RK 62 PT - os fuzis do tipo de produção inicial, com o sufixo PT adicionado após o início da produção principal do RK 62.[2] Estes não possuíam miras noturnas iluminadas por trítio e possuíam coronha e alça e massa de mira asemelhantes às do RK 60.[2] A maioria foi convertida para o padrão RK 62, e os restantes foram retirados de serviço.

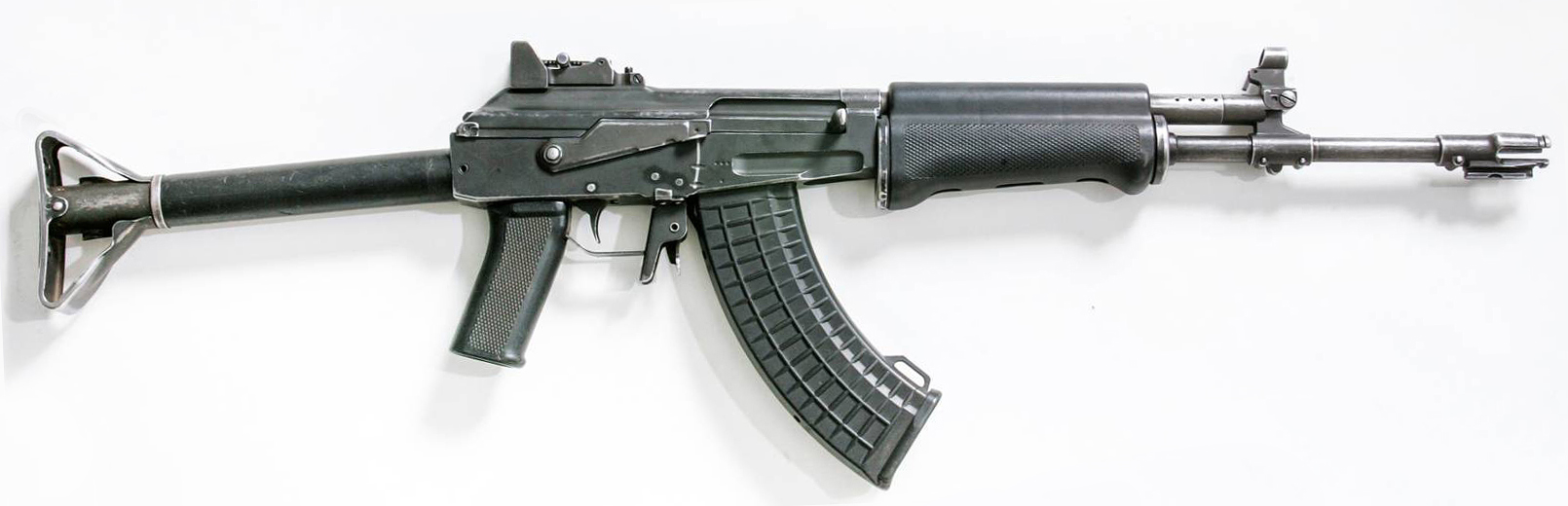
RK 62 com a versão posterior do punho e guarda-mão de plástico e coronha fixada por pino de rolo tipo Galil

- RK 62 - a produção principal é executada desde meados da década de 1960. Elas têm miras de novo estilo com miras noturnas iluminadas por trítio, coronha reforçada e uma porta de gás de novo estilo. As séries anteriores apresentavam o antigo tipo de punho e guarda-mão de plástico, enquanto a produção desde o início da década de 1970 tem o punho e guarda-mão de plástico de novo estilo, que foi adaptado aos fuzis anteriores também se as peças precisassem de manutenção.[2] As séries de produção posteriores têm a parte traseira do receptor simplificada e o sistema de fixação do tubo da coronha foi alterado para o mesmo sistema de pino de rolo do Galil israelense. As versões com o punho e guarda-mão de plástico de estilo posterior pesam um total de 3,5 kg. Quando os fuzis em circulação retornam aos arsenais da FDF, eles têm furos perfurados para anexar um trilho para miras ópticas, adicionando VV ao final do nome.

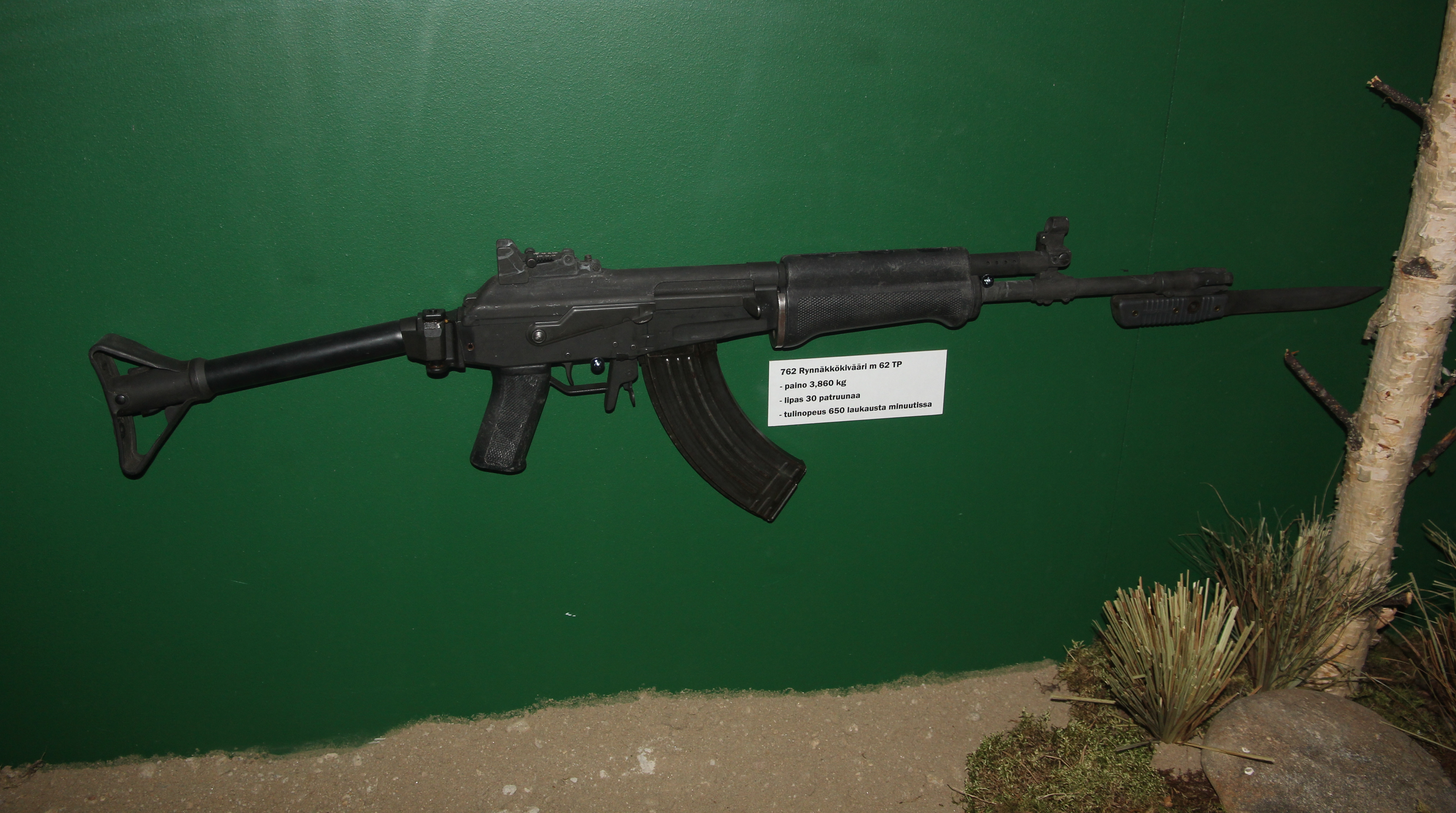
RK 62 TP

  - RK 62 TP RK 62 TP - uma versão com coronha dobrável, dos lotes posteriores do RK 62, com um sistema de fixação e dobradiça da coronha do tipo Galil. A dobradiça da coronha dobrável torna o fuzil ligeiramente mais longo do que o RK 62 padrão quando a coronha está estendida.
  - RK 62 95 TP - uma versão com coronha dobrável da Guarda Fronteira da Finlândia, que apresenta a coronha dobrável e a chave seletora do RK 95 TP, bem como um trilho para mira óptica.[7][8]

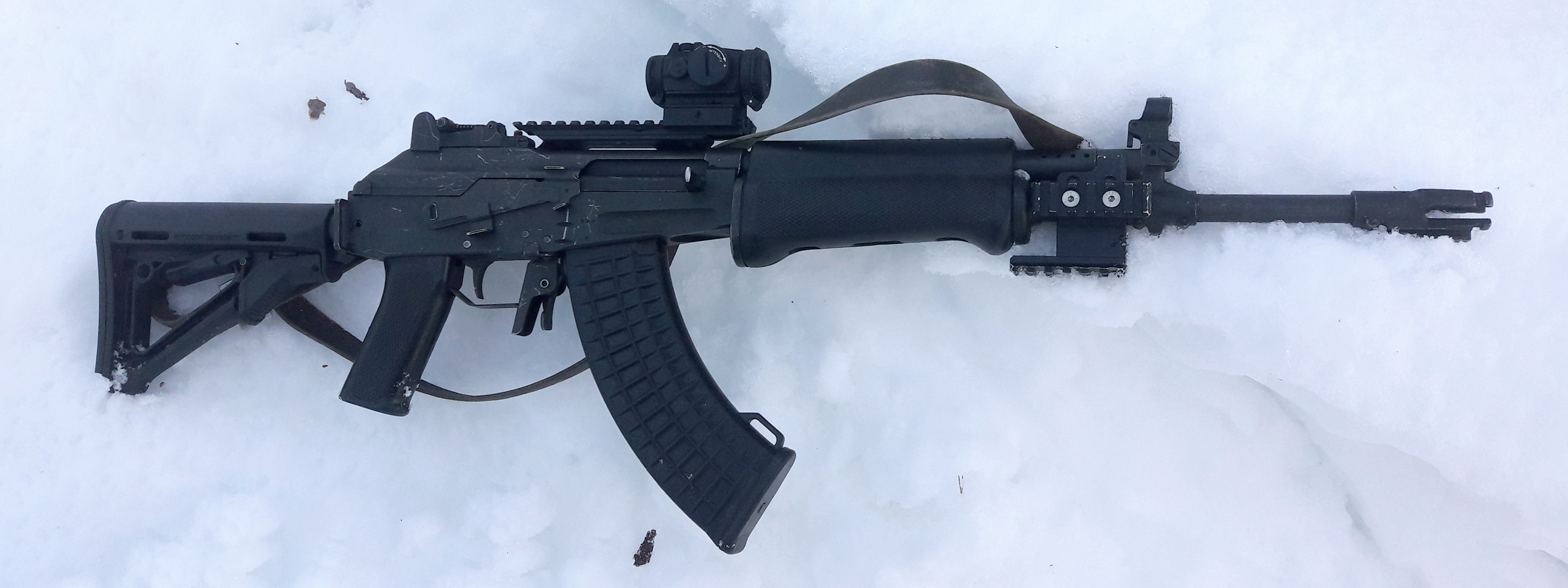
RK 62 M1

  - RK 62 M1 RK 62 M1 - uma modernização básica da FDF dos fuzis RK 62 existentes com uma coronha telescópica e trilhos de montagem para miras ópticas e luzes táticas, bem como um seletor novo e melhorado.[9]

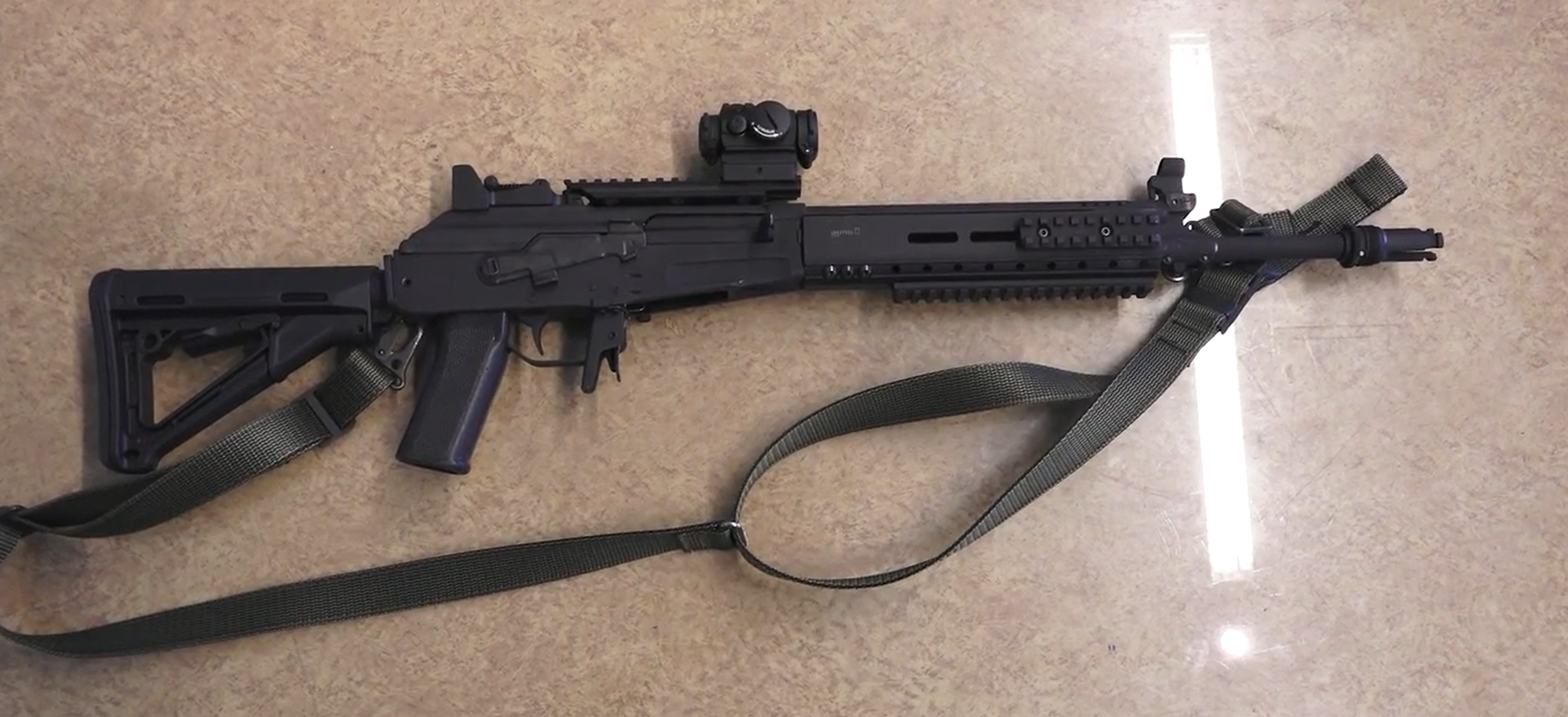
RK 62 M2

  - RK 62 M2 RK 62 M2 – uma modernização mais extensa em relação ao RK 62 M1, com um novo guarda-mão frontal com interface de trilho M-LOK e um novo quebra-chamas Ase Utra BoreLock que pode montar um silenciador ou um cortador de vergalhões.[9][10]

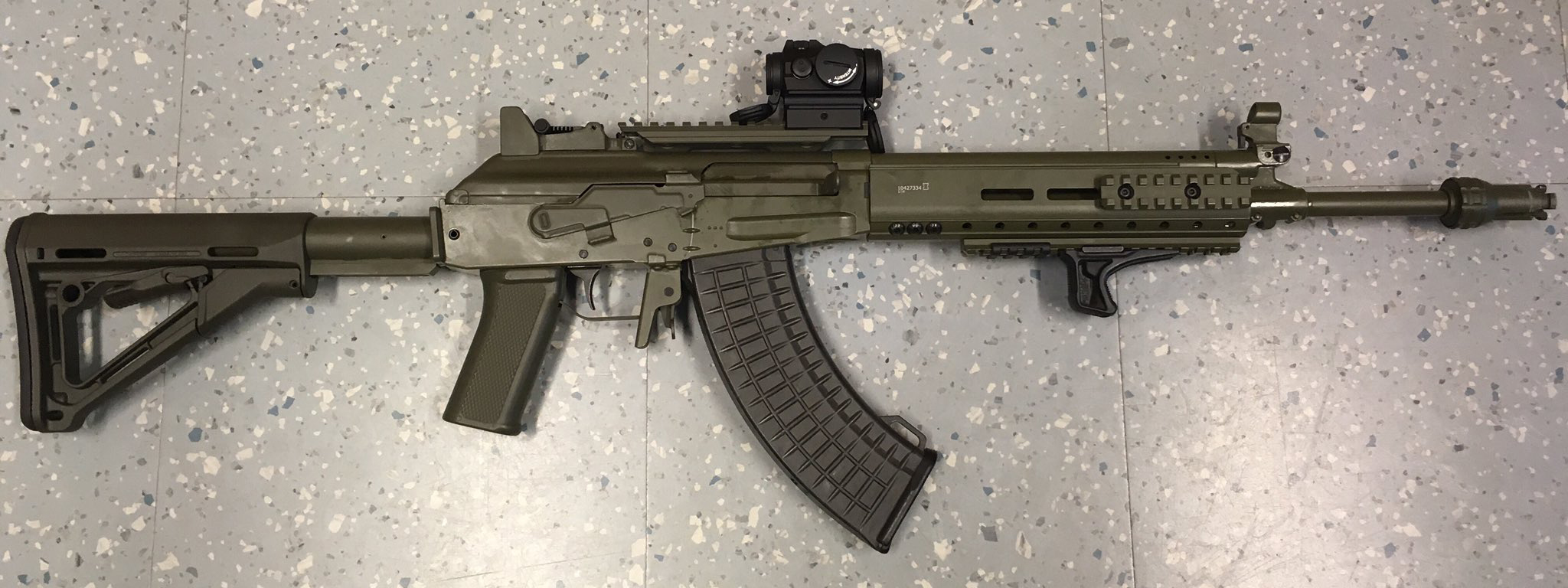
RK 62 M3

  - RK 62 M3 RK 62 M3 – RK 62 M2 com tratamento de superfície OD Green Cerakote.[9][10]

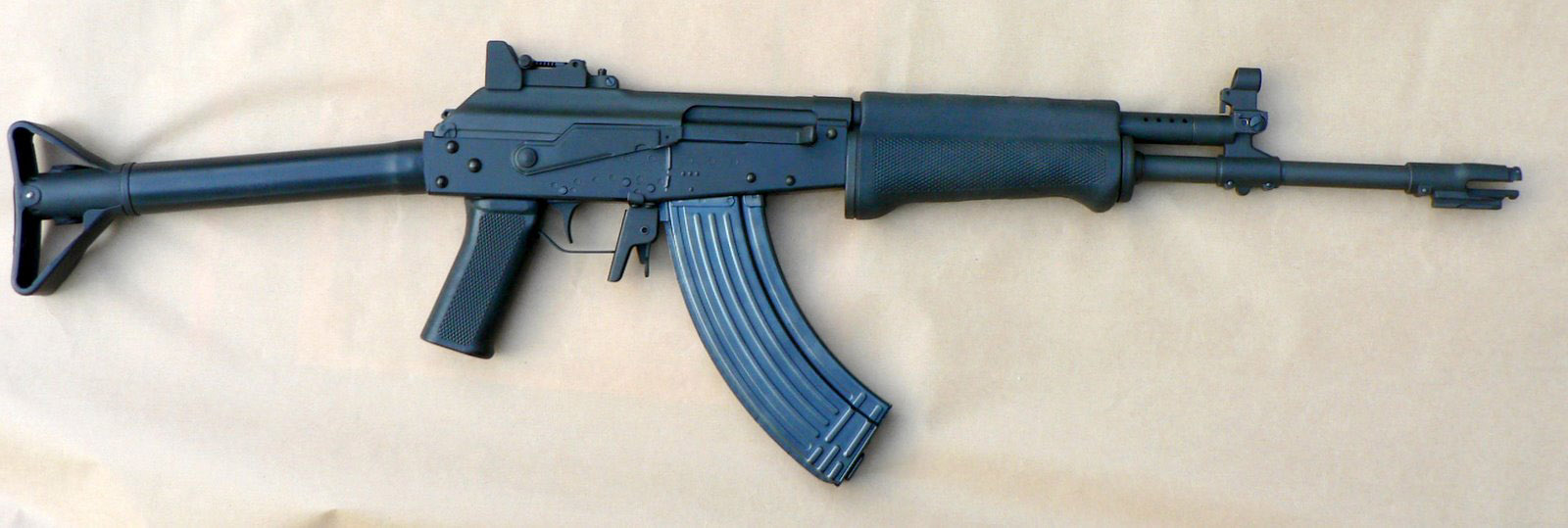
RK 62 76

- - RK 62 kromattu – uma versão cromada totalmente funcional da variante de produção posterior do RK 62 para exibições de bandas de conscritos da FDF.
  - M/74 – um protótipo ratsuväen konekivääri ('Metralhadora Leve de Cavalaria') do Departamento Técnico de Armas de Infantaria do QG da FDF, no estilo RPK. Possuía um layout de mira diferente, com uma mira da KvKK 62 na parte superior do tubo de gás e uma massa de mira na extremidade frontal do cano, um quebra-chamas cônico, bipé, coronha e guarda-mão modificados. Desenvolvido separadamente do Valmet M78.[2]
  - protótipo curto sem nome – uma variante de protótipo de carabina de coronha dobrável inspirada na AKS-74U, do Departamento Técnico de Armas de Infantaria do QG.[2]
- RK 62 76 - versão com receptor em aço estampado, que se assemelha ao RK 62 com acabamento em plástico mais moderno, mas apresenta um receptor mais leve. O peso total do RK 62 76 é de 3,27 kg. Ao contrário do AK-47 e do AKM, as peças internas são totalmente intercambiáveis entre o RK 62 e o RK 62 76, com a única diferença sendo o receptor.[2]
  - RK 62 76 TP - versão com receptor de aço estampado e coronha dobrável de tipo antigo.[2]
  - M/82 – um protótipo de fuzil de assalto bullpup usando o receptor do RK 62 76.[2]
- RK 71 – um fuzil com receptor de aço estampado, que possui um layout de mira diferente do RK 62: a alça de mira é um entalhe aberto com ajuste de distância soldado no tubo de gás e a massa de mira fica na extremidade frontal do cano, atrás do quebra-chamas. As peças internas do receptor não são totalmente compatíveis com o RK 62 ou RK 62 76.[2]
  - RK 71 TP - versão com coronha dobrável do RK 71 com coronha dobrável do tipo AKS-47.[2]
  - TAK – protótipo de fuzil de precisão Valmet para a FDF, baseado no RK 71, com câmara para o cartucho 7,62×53mmR e alimentado por carregadores de 20 cartuchos do Lahti-Saloranta M/26.[2]

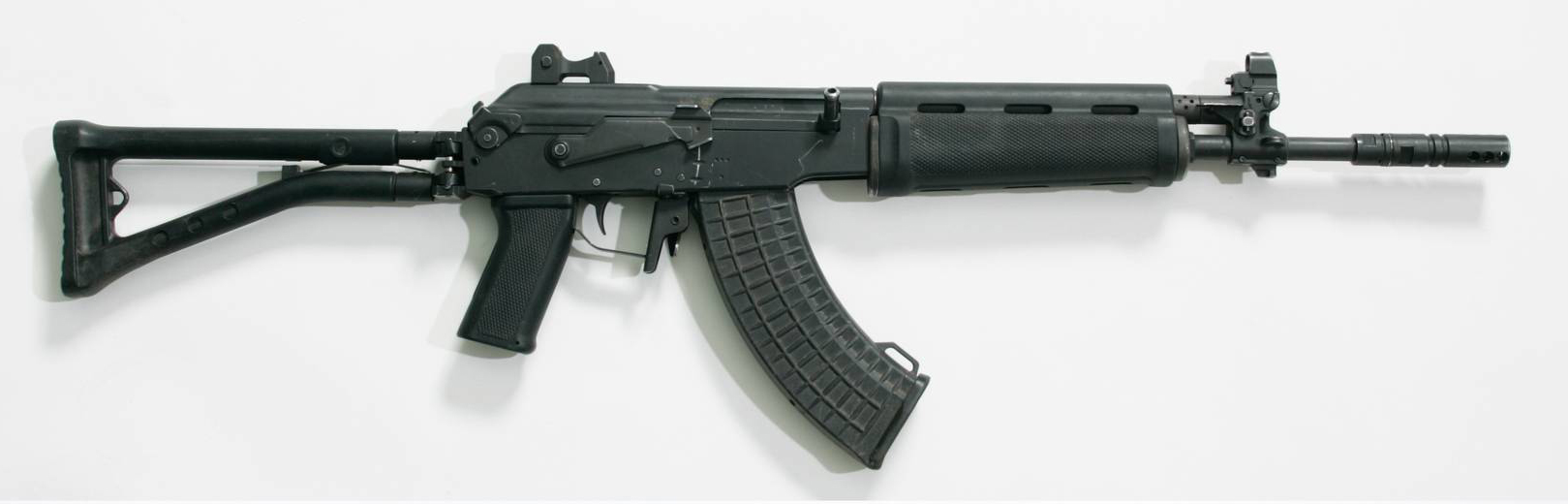
RK 95 TP

- RK 90 – um protótipo da Sako para a FDF que incorpora muitos recursos do Galil.
- RK 92 – um protótipo da Sako para a FDF, retornando do RK 90 para as decisões convencionais do tipo Kalashnikov em muitos aspectos.
- RK 95 TP – derivado mais recente da produção Sako do RK 62 com vários recursos inspirados no Galil e outros fuzis de assalto.

## Operadores
- Finlândia[11]
- Líbia[12]
- Catar[12]

## Galeria

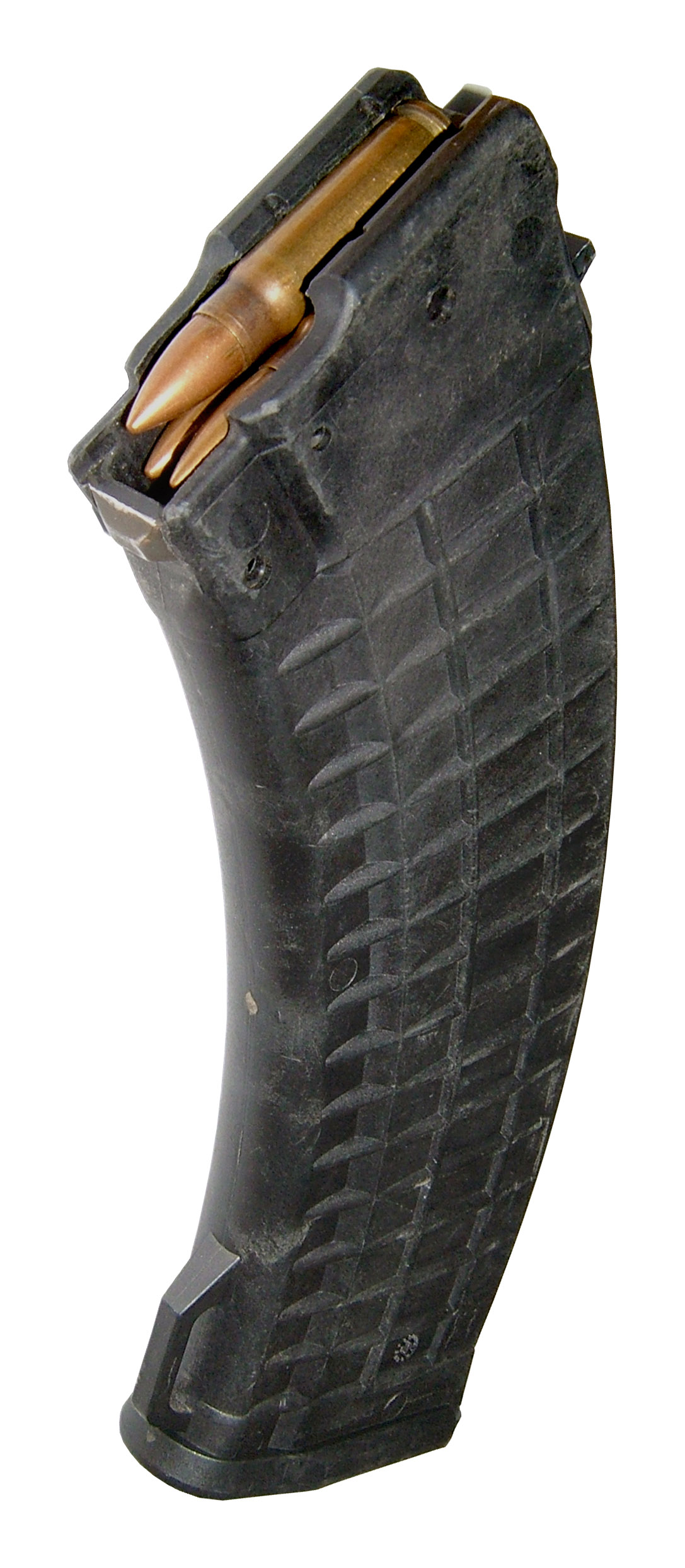
Carregador do RK 62/95 com munição
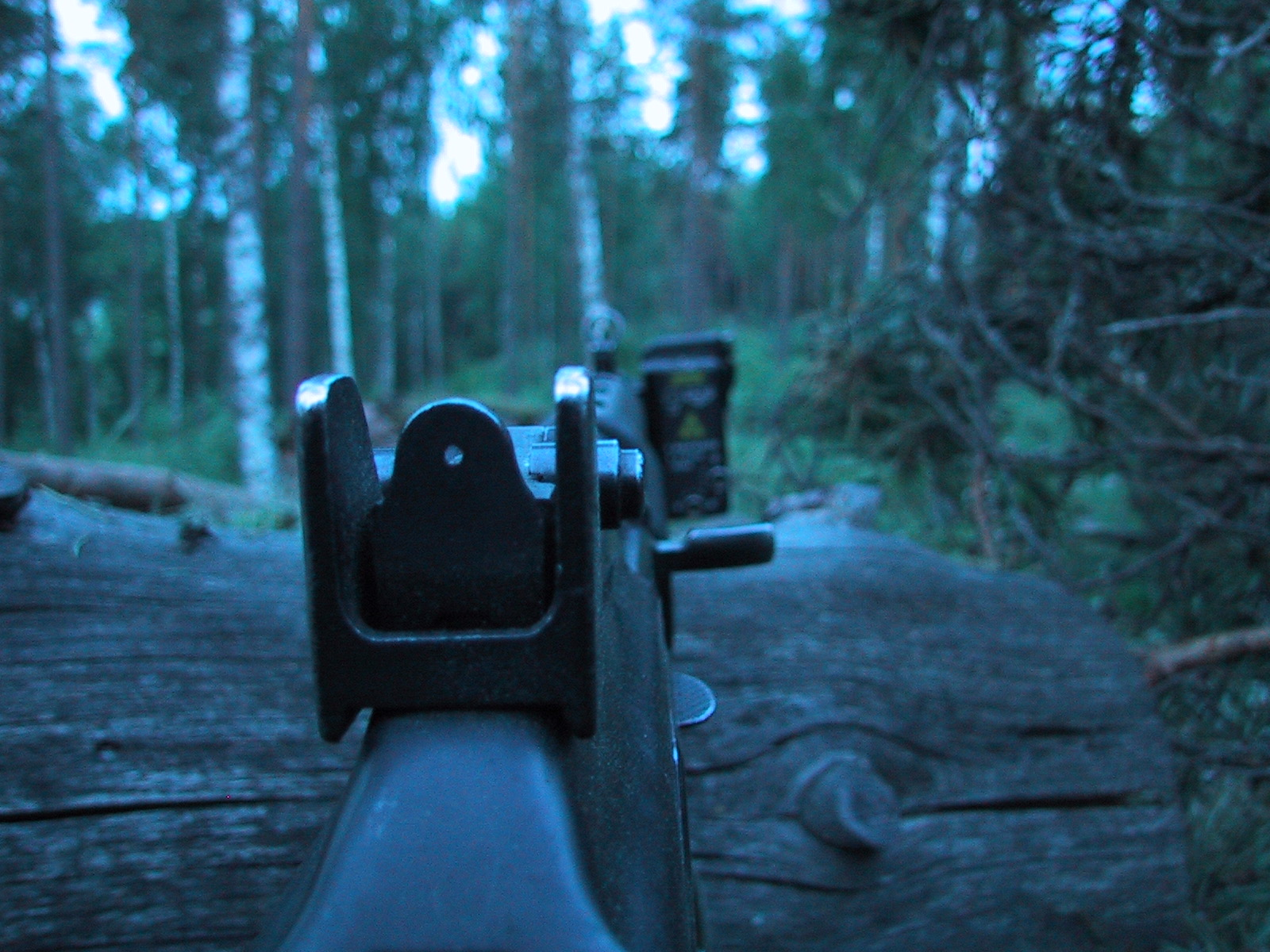
Alça de mira do RK 62
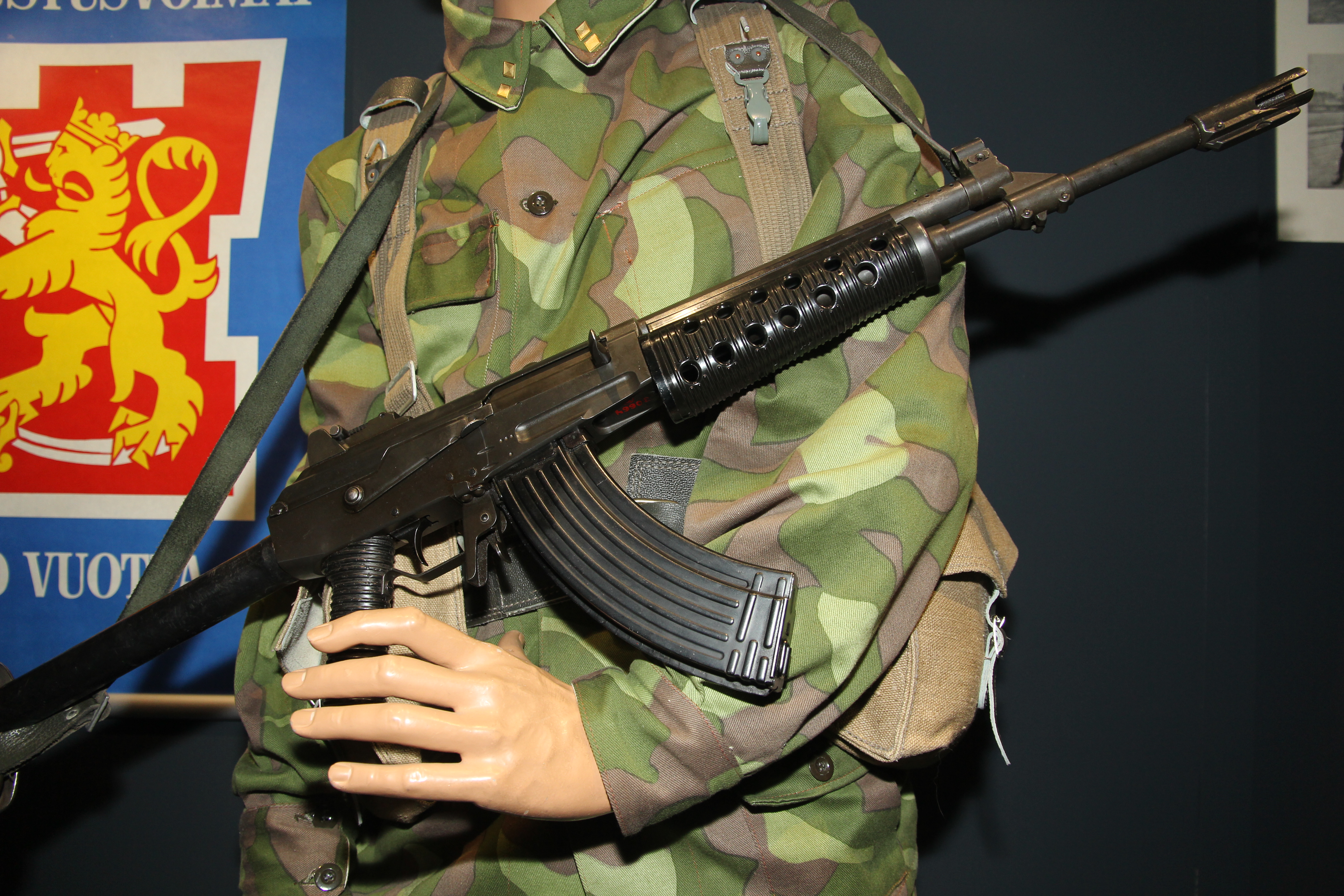
Um manequim de um candidato a oficial da reserva finlandesa da década de 1960 com um RK 62
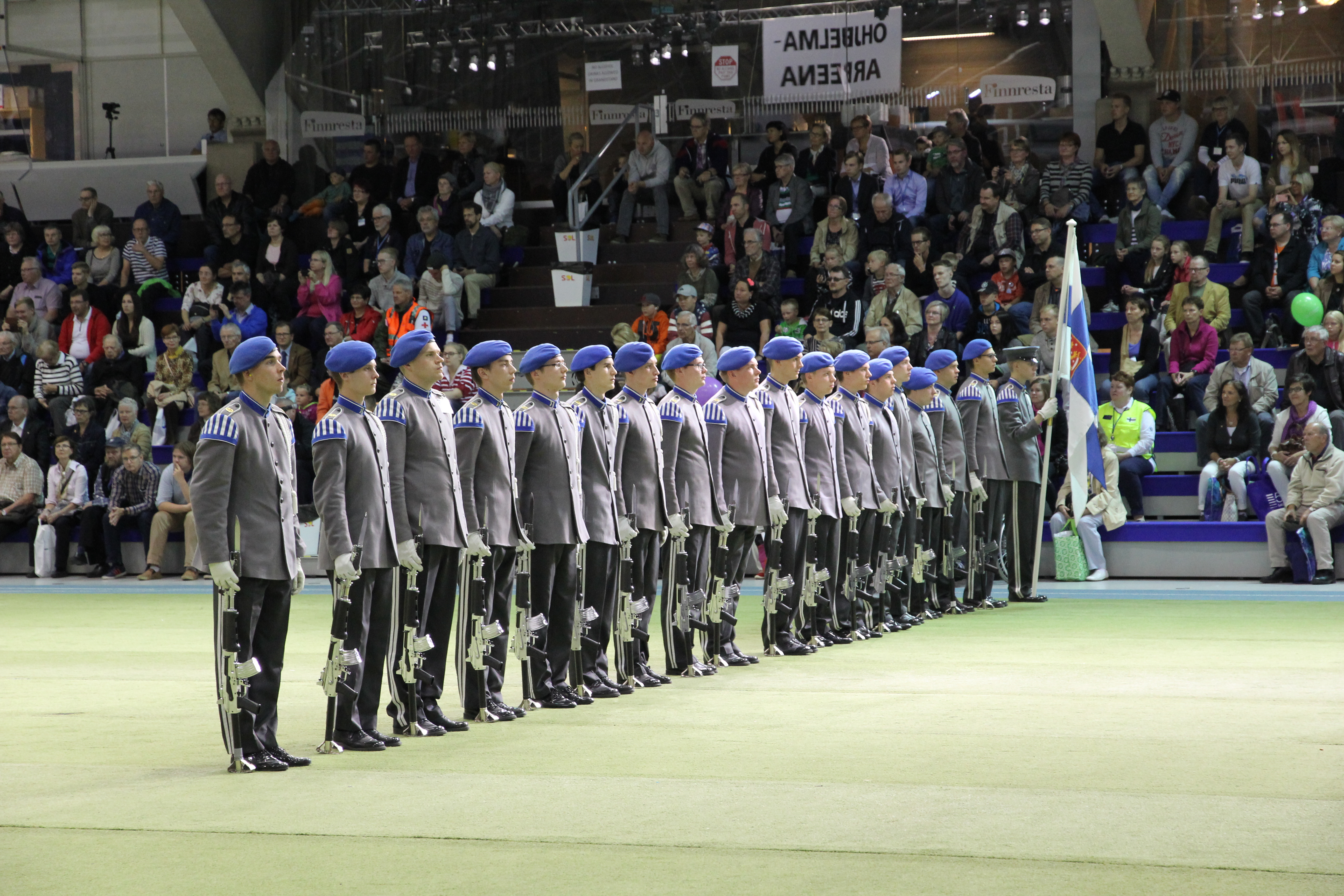
Soldados da Banda Recruta das Forças de Defesa Finlandesas manuseando fuzis RK 62 cromados
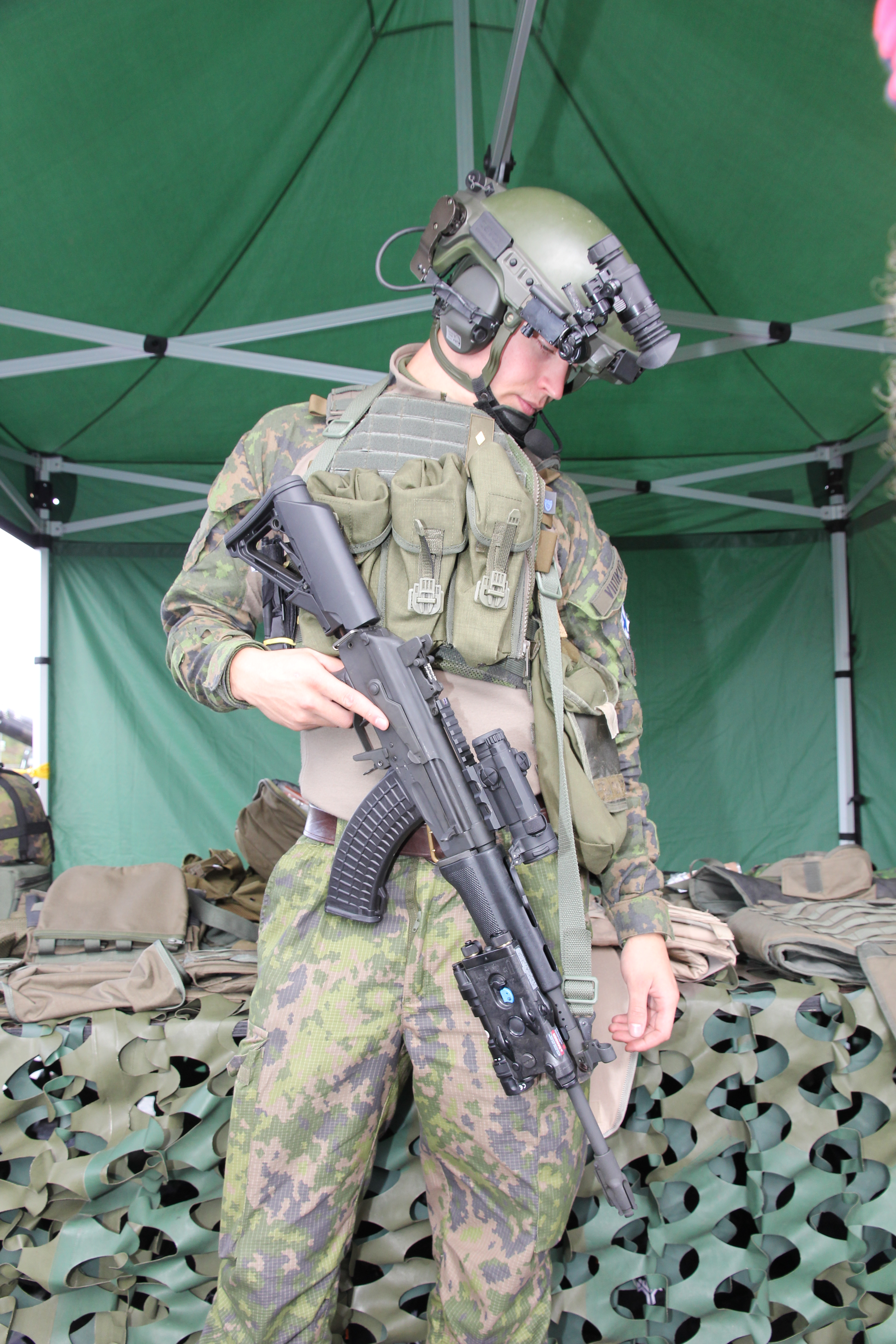
Um soldado finlandês com um RK 62M